# Team Columbia-HTC/2009
Deze pagina geeft een overzicht van de wielerploeg Columbia-HTC in 2009.

## Algemene gegevens
Sponsor: Columbia Sportswear Company
Algemeen manager: Bob Stapleton
Ploegleiders: Rolf Aldag, Brian Holm, Allan Peiper, Valerio Piva
Fietsmerk: Scott USA
Materiaal en banden: Shimano, Schwalbe

## Renners
| Naam                 | Geboortedatum | Nationaliteit       | Ploeg 2008      |
| -------------------- | ------------- | ------------------- | --------------- |
| Michael Albasini     | 20-12-1980    | Zwitserland         | Liquigas        |
| Michael Barry        | 18-12-1975    | Canada              |                 |
| Edvald Boasson Hagen | 17-05-1987    | Noorwegen           |                 |
| Marcus Burghardt     | 30-06-1983    | Duitsland           |                 |
| Mark Cavendish       | 21-05-1985    | Verenigd Koninkrijk |                 |
| Gert Dockx           | 04-07-1988    | België              | beloften        |
| Bernhard Eisel       | 17-02-1981    | Oostenrijk          |                 |
| Bert Grabsch         | 19-06-1975    | Duitsland           |                 |
| André Greipel        | 16-07-1982    | Duitsland           |                 |
| Adam Hansen          | 11-05-1981    | Australië           |                 |
| Greg Henderson       | 10-09-1976    | Nieuw-Zeeland       |                 |
| George Hincapie      | 29-06-1973    | Verenigde Staten    |                 |
| Kim Kirchen          | 03-07-1978    | Luxemburg           |                 |
| Craig Lewis          | 01-10-1985    | Verenigde Staten    |                 |
| Thomas Lövkvist      | 04-04-1984    | Zweden              |                 |
| Tony Martin          | 23-04-1985    | Duitsland           |                 |
| Maxime Monfort       | 14-01-1983    | België              | Cofidis         |
| Marco Pinotti        | 25-02-1976    | Italië              |                 |
| Morris Possoni       | 01-07-1984    | Italië              |                 |
| František Raboň jr.  | 26-09-1983    | Tsjechië            |                 |
| Mark Renshaw         | 22-10-1982    | Australië           | Crédit Agricole |
| Vicente Reynés       | 30-07-1981    | Spanje              |                 |
| Michael Rogers       | 20-12-1979    | Australië           |                 |
| Marcel Sieberg       | 30-04-1982    | Duitsland           |                 |
| Kanstantsin Siwtsow  | 09-08-1982    | Wit-Rusland         |                 |

## Belangrijke overwinningen
| Nationale kampioenschappen wielrennen Australië: tijdrijden: Michael Rogers Tour Down Under 2009 1e etappe: André Greipel Ronde van Qatar 2009 4e etappe: Mark Cavendish 6e etappe: Mark Cavendish Ronde van Californië 2009 4e etappe: Mark Cavendish 5e etappe: Mark Cavendish Puntenklassement: Mark Cavendish Clásica de Almería winnaar: Greg Henderson Ronde van Murcia 2e etappe: Greg Henderson 3e etappe: František Raboň Monte Paschi Eroica 2009 winnaar: Thomas Lövkvist Parijs-Nice 2009 Bergklassement: Tony Martin Tirreno-Adriatico 2009 7e etappe: Mark Cavendish Milaan-San Remo 2009 winnaar: Mark Cavendish Internationaal Wegcriterium 2009 3e etappe (tijdrit): Tony Martin Driedaagse van De Panne-Koksijde 2e etappe: Mark Cavendish 3e etappe (a): Mark Cavendish Ronde van het Baskenland 2009 4e etappe: Michael Albasini 5e etappe: Marco Pinotti Gent-Wevelgem 2009 winnaar: Edvald Boasson Hagen Ronde van Romandië 2009 Proloog: František Raboň 3e etappe: Team Colombia (ploegentijdrit) Vierdaagse van Duinkerken 6e etappe: André Greipel Ronde van Catalonië 2009 7e etappe: Greg Henderson | Ronde van Italië 2009 1e etappe: Team Columbia (ploegentijdrit) 7e etappe: Edvald Boasson Hagen 8e etappe: Kanstantsin Siwtsow 9e etappe: Mark Cavendish 11e etappe: Mark Cavendish 13e etappe: Mark Cavendish Ronde van Beieren 1e etappe: André Greipel 3e etappe: André Greipel 4e etappe (tijdrit): Tony Martin 5e etappe: André Greipel Critérium du Dauphiné Libéré 2009 4e etappe (tijdrit): Bert Grabsch Ronde van Zwitserland 2009 1e etappe: Bernhard Eisel 2e etappe: Mark Cavendish 4e etappe: Michael Albasini 5e etappe: Mark Cavendish 6e etappe: Kim Kirchen 7e etappe: Tony Martin Bergklassement: Tony Martin Ster Elektrotoer 2e etappe: André Greipel 3e etappe: André Greipel 5e etappe: André Greipel Puntenklassement: André Greipel Nationale kampioenschappen wielrennen: tijdrijden Duitsland: Bert Grabsch Italië: Marco Pinotti Luxemburg: Kim Kirchen Noorwegen: Edvald Boasson Hagen Tsjechië: František Raboň Ronde van Oostenrijk 1e etappe: André Greipel 2e etappe: Michael Albasini 6e etappe: André Greipel 8e etappe: André Greipel Eindklassement: Michael Albasini Puntenklassement: André Greipel | Ronde van Frankrijk 2009 2e etappe: Mark Cavendish 3e etappe: Mark Cavendish 10e etappe: Mark Cavendish 11e etappe: Mark Cavendish 19e etappe: Mark Cavendish 21e etappe: Mark Cavendish Ronde van Saksen 1e etappe: André Greipel 5e etappe: Thomas Lövkvist Ronde van Polen 4e etappe: Edvald Boasson Hagen 6e etappe: Edvald Boasson Hagen 7e etappe: André Greipel Nationale kampioenschappen wielrennen België: tijdrijden: Maxime Monfort Eneco Tour 2009 6e etappe: Edvald Boasson Hagen 7e etappe: Edvald Boasson Hagen Eindklassement: Edvald Boasson Hagen Ronde van Ierland 2e etappe: Mark Cavendish Nationale kampioenschappen wielrennen Verenigde Staten: wegwedstrijd: George Hincapie Ronde van Spanje 2009 3e etappe: Greg Henderson 4e etappe: André Greipel 5e etappe: André Greipel 16e etappe: André Greipel 21e etappe: André Greipel Ronde van Missouri 1e etappe: Mark Cavendish 2e etappe: Mark Cavendish Ronde van Groot-Brittannië 3e etappe: Edvald Boasson Hagen 4e etappe: Edvald Boasson Hagen 5e etappe: Edvald Boasson Hagen 6e etappe: Edvald Boasson Hagen Eindklassement: Edvald Boasson Hagen |

1989 · 1990 · 1991 · 1992 · 1993 · 1994 · 1995 · 1996 · 1997 · 1998 · 1999 · 2000 · 2001 · 2002 · 2003 · 2004 · 2005 · 2006 · 2007 · 2008 · 2009 · 2010 · 2011
AG2R-La Mondiale · Astana · Bbox-Bouygues Telecom/2009 · Caisse d'Epargne · Cofidis · Team Columbia · Team CSC Saxo Bank · Euskaltel-Euskadi · Française des Jeux · Fuji-Servetto · Garmin-Chipotle · Katjoesja · Lampre-NGC · Liquigas · Team Milram · Quick·Step · Rabobank · Silence-Lotto